# Federal Trade Commission

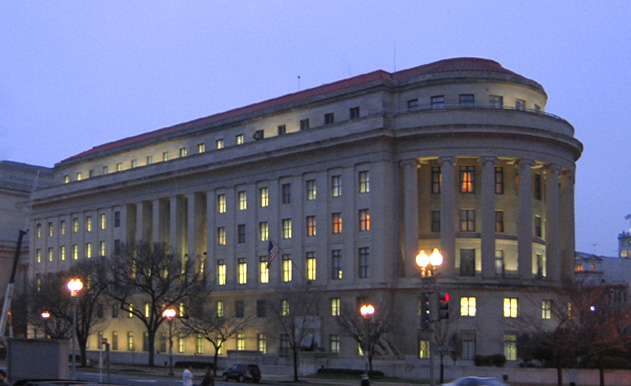
Verwaltungsgebäude der FTC in Washington, D.C.

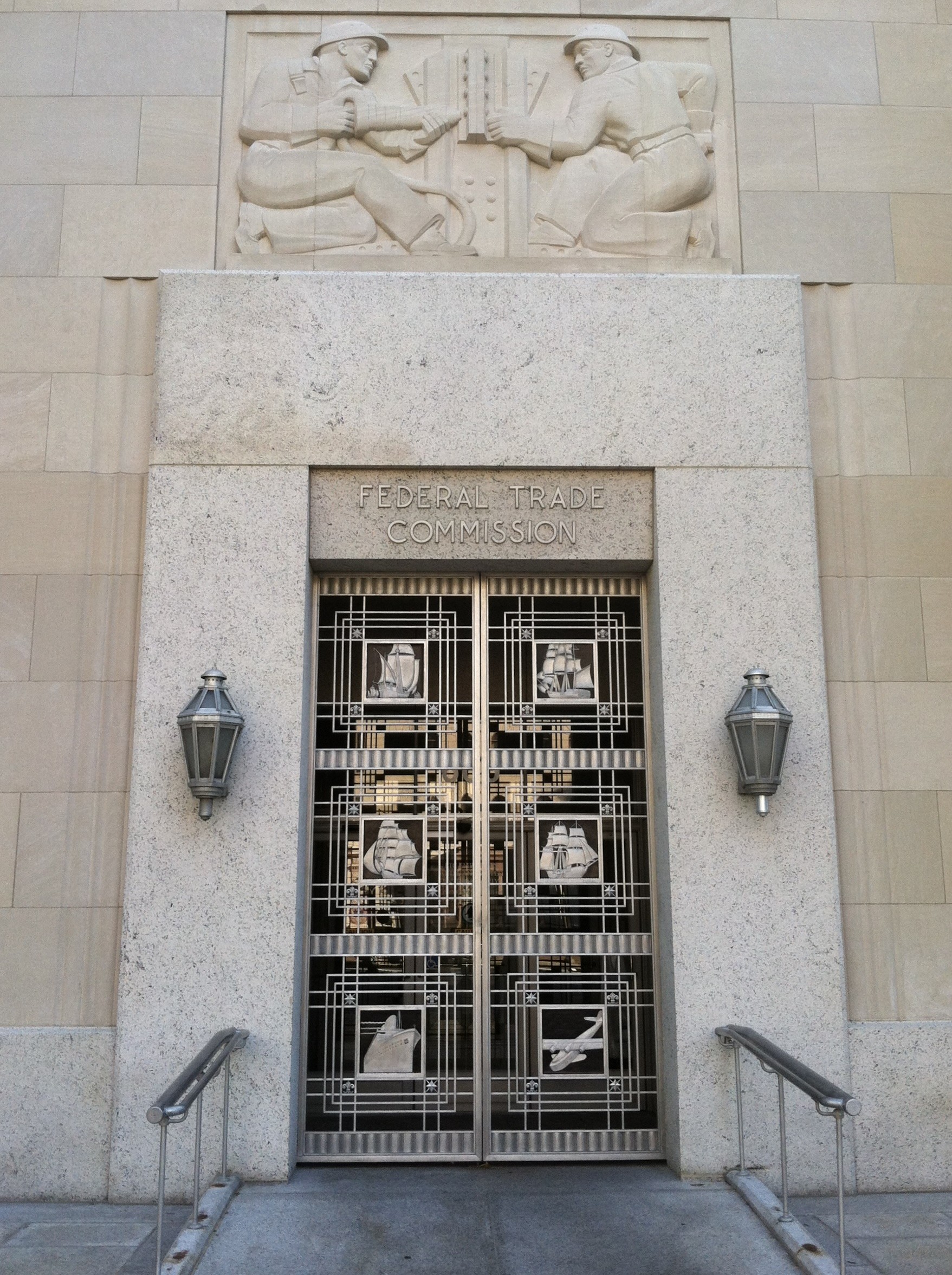
Federal Trade Commission Eingangsbereich in Washington, D.C.

Die Federal Trade Commission (FTC, zu Deutsch etwa „Bundeshandelskommission“) ist eine unabhängig arbeitende Bundesbehörde der Vereinigten Staaten von Amerika mit Sitz in Washington, D.C. Sie hat derzeit 1.200 Mitarbeiter. Die Behörde wird von fünf Commissioners geleitet, die vom Präsidenten der Vereinigten Staaten nominiert und vom Senat bestätigt werden. Gemäß der FTC Act dürfen nicht mehr als drei Commissioners derselben politischen Partei angehören.
Sie wurde im Jahr 1914 als Nachfolgerin des Bureau of Corporations gegründet und ist zuständig für die Zusammenschlusskontrolle und den Verbraucherschutz. Sie wird bei direkten Beschwerden von Konsumenten oder Unternehmen gegen einzelne Unternehmen tätig. Sie kann weitergehende Untersuchungen auch bei Anfragen des Kongresses oder Veröffentlichungen in der Presse unternehmen.
Die Aufgabenstellung der Behörde wird allgemein damit beschrieben, unfairen und täuschenden Praktiken zu begegnen, um das Funktionieren eines konkurrenzbestimmten Marktes sicherzustellen. Sie geht hier über die Aufgabenstellung einer Wettbewerbsbehörde hinaus, indem sie auch Aufgaben des Verbraucherschutzes wahrnimmt.

## Kommission der Federal Trade Commission
Der Vorsitzende/Leiter der Federal Trade Commission ist einer der fünf Mitglieder der Kommission. Bis 1950 wechselte der Vorsitz jährlich entsprechend einer festgelegten Reihenfolge. Seitdem wird der Vorsitzende vom Präsidenten der Vereinigten Staaten bestimmt.

### Kommission
Die Kommission besteht aus diesen Mitgliedern (Stand Juli 2022):
| Mitglied                | Politische Partei | Dienstantritt      | Dienstende*        |
| ----------------------- | ----------------- | ------------------ | ------------------ |
| Noah Joshua Phillips    | Republikaner      | 2. Mai 2018        | 26. September 2023 |
| Rebecca Kelly Slaughter | Demokratin        | 2. Mai 2018        | 26. September 2022 |
| Christine Wilson        | Republikanerin    | 26. September 2018 | 26. September 2025 |
| Lina Khan (Chair)       | Demokratin        | 15. Juni 2021      | 26. September 2024 |
| Alvaro Bedoya           | Demokrat          | 16. Mai 2022       | 26. September 2026 |

### Vorsitzender/Leiter
1. 16. März 1915 – 30. Juni 1916: Joseph E. Davies
2. 1. Juli 1916 – 31. Januar 1917: Edward N. Hurley
3. 1. Februar 1917 – 6. Mai 1918: William J. Harris
4. 7. Mai 1918 – 30. Juni 1919: William B. Colver
5. 1. Juli 1919 – 30. November 1919: John F. Fort
6. 1. Dezember 1919 – 30. November 1920: Victor Murdock
7. 1. Dezember 1920 – 30. November 1921: Huston Thompson
8. 1. Dezember 1921 – 30. November 1922: Nelson B. Gaskill
9. 1. Dezember 1922 – 30. November 1923: Victor Murdock
10. 1. Dezember 1923 – 30. November 1924: Huston Thompson
11. 1. Dezember 1924 – 30. November 1925: Vernon W. Van Fleet
12. 1. Dezember 1925 – 30. November 1926: John F. Nugent
13. 1. Dezember 1926 – 30. November 1927: Charles W. Hunt
14. 1. Dezember 1927 – 30. November 1928: William E. Humphrey
15. 1. Dezember 1928 – 15. Januar 1929: Abram F. Myers
16. 16. Januar 1929–30. November 1929: Edgar A. McCulloch
17. 1. Januar 1930 – 31. Dezember 1930: Garland S. Ferguson
18. 1. Januar 1931 – 31. Dezember 1931: Charles W. Hunt
19. 1. Januar 1932 – 31. Dezember 1932: William E. Humphrey
20. 1. Januar 1933 – 31. Dezember 1933: Charles H. March
21. 1. Januar 1934 – 31. Dezember 1934: Garland S. Ferguson
22. 1. Januar 1935 – 31. Dezember 1935: Ewin L. Davis
23. 1. Januar 1936 – 31. Dezember 1936: Charles H. March
24. 1. Januar 1937 – 31. Dezember 1937: William A. Ayres
25. 1. Januar 1938 – 31. Dezember 1938: Garland S. Ferguson
26. 1. Januar 1939 – 31. Dezember 1939: Robert E. Freer
27. 1. Januar 1940 – 31. Dezember 1940: Ewin L. Davis
28. 1. Januar 1941 – 31. Dezember 1941: Charles H. March
29. 1. Januar 1942 – 31. Dezember 1942: William A. Ayres
30. 1. Januar 1943 – 31. Dezember 1943: Garland S. Ferguson
31. 1. Januar 1944 – 31. Dezember 1944: Robert E. Freer
32. 1. Januar 1945 – 31. Dezember 1945: Ewin L. Davis
33. 1. Januar 1946 – 31. Dezember 1946: William A. Ayres
34. 1. Januar 1947 – 31. Dezember 1947: Garland S. Ferguson
35. 1. Januar 1948 – 31. Dezember 1948: Robert E. Freer
36. 1. Januar 1949 – 23. Mai 1950: Lowell B. Mason
37. 24. Mai 1950 – 31. März 1953: James M. Mead
38. 1. April 1953 – 12. September 1955: Edward F. Howrey
39. 12. September 1955 – 31. Mai 1959: John W. Gwynne
40. 11. Juni 1959 – 20. März 1961: Earl W. Kintner
41. 21. März 1961 – 31. Dezember 1969: Paul Rand Dixon
42. 1. Januar 1970 – 6. August 1970: Caspar W. Weinberger (kommissarisch)
43. 8. August 1970 – 14. September 1970: Everette MacIntyre
44. 15. September 1970 – 20: Februar 1973: Miles W. Kirkpatrick
45. 21. Februar 1973 – 31. Dezember 1975: Lewis A. Engman (kommissarisch)
46. 1. Januar 1976 – 25. März 1976: Paul Rand Dixon
47. 25. März 1976 – 20. April 1977: Calvin J. Collier
48. 21. April 1977 – 3. März 1981 Michael Pertschuk (kommissarisch)
49. 4. März 1981 – 25. September 1981: David A. Clanton
50. 26. September 1981 – 4. Oktober 1985: James C. Miller III (kommissarisch)
51. 7. Oktober 1985 – 20. April 1986: Terry Calvani
52. 21. April 1986 – 10. August 1989 Daniel Oliver
53. 11. August 1989 – 10. April 1995: Janet D. Steiger
54. 11. April 1995 – 31. Mai 2001: Robert Pitofsky
55. 4. Juni 2001 – 15. August 2004: Timothy J. Muris
56. 16. August 2004 – 30. März 2008: Deborah Platt Majoras
57. 31. März 2008 – 1. März 2009: William E. Kovacic
58. 2. März 2009 – 4. März 2013: Jon Leibowitz
59. 4. März 2013 – 9. Februar 2017: Edith Ramirez (kommissarisch)
60. 25. Januar 2017 – 1. Mai 2018: Maureen K. Ohlhausen
61. 1. Mai 2018 – 29. Januar 2021: Joseph J. Simons
62. seit 15. Juni 2021: Lina Khan

## Liste der Mitglieder der Federal Trade Commission
Die Mitglieder der Federal Trade Commission werden nach der Nominierung durch den Präsidenten der Vereinigten Staaten vom Senat bestätigt. Die Amtszeit beträgt sieben Jahre. Bei einer vorzeitigen Beendigung der Tätigkeit, wird der Nachfolger bis zum jeweiligen vorgegebenen Ende der Amtszeit bestätigt. Eine Wiederwahl ist möglich. Nach dem Ende der Amtszeit kann das Mitglied bis zur Wiederwahl eines Nachfolgers im Amt bleiben.
Bei der erstmaligen Einrichtung der Kommission wurde die Laufzeiten so gestaltet, dass die Enden der Amtszeit der jeweiligen Sitze in verschiedenen Jahren liegen.

### Sitz 1
Bei diesem Sitz begann der regelmäßige siebenjährige Zyklus am 25. September 1917. Die Amtszeit des derzeitigen Inhaber geht somit bis zum 25. September 2022.
- 16. März 1915 – 8. September 1916: George Rublee (Progressive)
- 16. März 1917 – 30. November 1919: John F. Fort (Republikaner)
- 1. Februar 1920 – 24. Februar 1925: Nelson B. Gaskill (Republikaner)
- 25. Februar 1925 – 7. Oktober 1933: William E. Humphrey (Republikaner)
- 27. Oktober 1933 – 30. Juni 1934: George C. Mathews (Republikaner)
- 27. August 1935 – 31. Dezember 1948: Robert E. Freer (Republikaner)
- 28. September 1948 – 31. März 1953: John J. Carson (Independent)
- 1. April 1953 – 12. September 1955: Edward F. Howrey (Republikaner)
- 12. September 1955 – 29. Februar 1964: Sigurd Anderson (Republikaner)
- 29. Oktober 1964 – 2. November 1973: Mary Gardiner Jones (Republikaner)
- 4. Dezember 1973 – 9. März 1979: Elizabeth Hanford Dole (Independent)
- 29. Oktober 1979 – 15. Mai 1988: Patricia P. Bailey (Republikaner)
- 29. November 1988 – 24. Oktober 1989: Margot E. Machol (Republikaner)
- 25. Oktober 1989 – 26. August 1994: Deborah K. Owen (Republikaner)
- 11. April 1995 – 31. Mai 2001: Robert Pitofsky (Demokrat)
- 4. Juni 2001 – 15. August 2004: Timothy J. Muris (Republikaner)
- 16. August 2004 – 30. März 2008: Deborah Platt Majoras (Republikaner)
- 5. April 2010 – 9. Februar 2017: Edith Ramirez (Demokrat)
- seit 5. Februar 2018: Rebecca Kelly Slaughter (Demokrat)

### Sitz 2
Bei diesem Sitz begann der regelmäßige siebenjährige Zyklus am 25. September 1918. Die Amtszeit des derzeitigen Inhaber geht somit bis zum 25. September 2023.
- 16. März 1915 – 21. April 1917: Will H. Parry (Progressive)
- 14. September 1917 – 31. Januar 1924: Victor Murdock (Progressive)
- 16. Juni 1924 – 25. September 1932: Charles W. Hunt (Republikaner)
- 26. Mai 1933 – 23. Oktober 1949: Ewin L. Davis (Demokrat)
- 25. Oktober 1950 – 25. September 1953: Stephen J. Spingarn (Demokrat)
- 26. September 1953 – 31. Mai 1959: John W. Gwynne (Republikaner)
- 9. Juni 1959 – 20. März 1961: Earl W. Kintner (Republikaner)
- 21. März 1961 – 25. September 1981: Paul R. Dixon (Demokrat)
- 26. September 1981 – 5. Oktober 1985: James C. Miller III (Republikaner)
- 21. April 1986 – 10. August 1989: Daniel Oliver (Republikaner)
- 11. August 1989 – 28. September 1997: Janet D. Steiger (Republikaner)
- 30. September 1997 – 1. August 2003: Sheila F. Anthony (Demokrat)
- 4. August 2003 – 5. April 2010: Pamela Jones Harbour (Independent)
- 6. April 2010 – 31. März 2016: Julie Brill (Demokrat)
- seit 2. Mai 2018: Noah Joshua Phillips (Republikaner)

### Sitz 3
Bei diesem Sitz begann der regelmäßige siebenjährige Zyklus am 25. September 1919. Die Amtszeit des derzeitigen Inhaber geht somit bis zum 25. September 2024.
- 16. März 1915 – 31. Mai 1918: William J. Harris (Demokrat)
- 17. Januar 1919 – 5. September 1926: Huston Thompson (Demokrat)
- 11. Februar 1927 – 23. Januar 1933: Edgar A. McCulloch (Demokrat)
- 26. Juni 1933 – 25. September 1933: Raymond B. Stevens (Demokrat)
- 10. Oktober 1933 – 30. Juni 1934: James M. Landis (Demokrat)
- 23. August 1934 – 17. Februar 1952: William A. Ayres (Demokrat)
- 18. Juni 1952 – 25. September 1954: Albert A. Carretta (Demokrat)
- 26. September 1954 – 25. September 1961: Robert T. Secrest (Demokrat)
- 26. September 1961 – 30. Juni 1973: Everette MacIntyre (Demokrat)
- 6. Juli 1973 – 26. September 1975: Mayo J. Thompson (Demokrat)
- 24. März 1976 – 31. Dezember 1977: Calvin J. Collier (Republikaner)
- 29. Juni 1978 – 30. April 1981: Robert Pitofsky (Demokrat)
- 27. Dezember 1982 – 18. September 1985: George W. Douglas (Demokrat)
- 17. März 1986 – 15. Juli 1991: Andrew J. Strenio Jr (Demokrat)
- 16. Juli 1991 – 31. August 1994: Dennis A. Yao (Demokrat)
- 17. Oktober 1994 – 5. August 1997: Christine A. Varney (Demokrat)
- 17. Dezember 1997 – 31. August 2004: Mozelle W. Thompson (Demokrat)
- 3. September 2004 – 7. März 2013: Jon Leibowitz (Demokrat)
- 28. April 2014 – 27. April 2018: Terrell McSweeny (Demokrat)
- seit 1. Mai 2018: Joseph J. Simons (Republikaner)

### Sitz 4
Bei diesem Sitz begann der regelmäßige siebenjährige Zyklus am 25. September 1920. Die Amtszeit des derzeitigen Inhaber geht somit bis zum 25. September 2025.
- 16. März 1915 – 31. Januar 1917: Edward N. Hurley (Demokrat)
- 16. März 1917 – 25. September 1920: William B. Colver (Demokrat)
- 15. Januar 1921 – 25. September 1927: John F. Nugent (Demokrat)
- 14. November 1927 – 16. November 1949: Garland S. Ferguson (Demokrat)
- 16. November 1949 – 25. September 1955: James M. Mead (Demokrat)
- 26. September 1955 – 18. Oktober 1962: William C. Kern (Demokrat)
- 18. Oktober 1982 – 6. Januar 1964: A. Leon Higginbotham (Demokrat)
- 28. Januar 1964 – 30. November 1967: John R. Reilly (Demokrat)
- 5. Dezember 1967 – 1. Dezember 1969: James M. Nicholson (Demokrat)
- 31. Dezember 1969 – 6. August 1970: Caspar W. Weinberger (Republikaner)
- 14. September 1970 – 20. Februar 1973: Miles W. Kirkpatrick (Republikaner)
- 20. Februar 1973 – 31. Dezember 1975: Lewis A. Engman (Republikaner)
- 26. August 1976 – 14. Oktober 1983: David A. Clanton (Republikaner)
- 18. November 1983 – 25. September 1990: Terry Calvani (Republikaner)
- 19. November 1990 – 25. September 1997: Roscoe B. Starek III (Republikaner)
- 18. Dezember 1997 – 30. Juni 2005: Orson Swindle (Republikaner)
- 4. Januar 2006 – 3. Oktober 2011: William E. Kovacic (Republikaner)
- 4. April 2012 – 25. September 208: Maureen K. Ohlhausen (Republikaner)
- seit 26. September 2018: Christine S. Wilson (Republikaner)

### Sitz 5
Bei diesem Sitz begann der regelmäßige siebenjährige Zyklus am 25. September 1921. Die Amtszeit des derzeitigen Inhaber geht somit bis zum 25. September 2019.
- 16. März 1915 – 18. März 1918: Joseph E. Davies (Demokrat)
- 6. März 1920 – 5. September 1921: John Garland Pollard (Demokrat)
- 26. Juni 1922 – 31. Juli 1926: Vernon W. Van Fleet (Republikaner)
- 2. August 1926 – 15. Januar 1929: Abram F. Myers (Republikaner)
- 1. Februar 1929 – 28. August 1945: Charles H. March (Republikaner)
- 15. Oktober 1945 – 31. Oktober 1956: Lowell B. Mason (Republikaner)
- 2. November 1956 – 31. Oktober 1960: Edward T. Tait (Republikaner)
- 1. November 1960 – 1. März 1961: Edward K. Mills Jr. (Republikaner)
- 21. April 1961 – 18. Oktober 1970: Philip Elman (Independent)
- 18. Oktober 1970 – 31. Dezember 1973: David S. Dennison Jr. (Republikaner)
- 5. Mai 1974 – 5. Mai 1976: Stephen A. Nye (Republikaner)
- 21. April 1977 – 15. Oktober 1984: Michael Pertschuk (Demokrat)
- 21. November 1984 – 3. Juni 1998: Mary L. Azcuenaga (Independent)
- 17. November 1999 – 31. Dezember 2005: Thomas B. Leary (Republikaner)
- 5. Januar 2006 – 11. Januar 2013: J. Thomas Rosch (Republikaner)
- 11. Januar 2013 – 24. August 2015: Joshua D. Wright (Republikaner)
- 2. Mai 2018 – 12. Oktober 2021: Rohit Chopra (Demokrat)
- seit 16. Mai 2022: Alvaro Bedoya (Demokrat)